# Richard Biwa
Richard Biwa (* 20. Juli 1982 in Windhoek) ist ein ehemaliger namibischer Fußballspieler. Er stand zuletzt bei Orlando Pirates in Südafrika unter Vertrag. Zuvor spielte er für den Civics FC und die zweite Mannschaft des MSV Duisburg.
Außerdem war Biwa von 2002 bis 2006 namibischer Fußballnationalspieler und bestritt unter anderem ein Spiel zur Qualifikation der Fußball-Weltmeisterschaft 2006.

## Erfolge
Biwa war drei Mal in Folge, in den Saisons 2004/05, 2005/06 und 2006/07 mit den Civics namibischer Fußballmeister.